# 俄羅斯的米哈伊爾·亞歷山德羅維奇大公
米哈伊尔·亚历山德罗维奇（俄语：Михаил Александрович；1878年12月4日（旧历11月22日）—1918年6月13日）俄国大公、俄国沙皇亚历山大三世最小的儿子、尼古拉二世的弟弟。
1917年二月革命爆發，3月15日尼古拉二世退位，越過了其子阿列克谢皇储，把帝位禪讓給了米哈伊尔大公。不过米哈伊尔大公不同意，說要等到议会选举后，由议会定夺沙皇寶座。不过，直到最后米哈伊尔大公也没能即位。同年，俄国爆发十月革命。米哈伊尔大公于次年1918年被布爾什維克派监禁并处决。他是第一位被布爾什維克处决的罗曼洛夫皇室成员。

## 注解
1. ↑  All dates before 14 February1918［儒略曆1 February］, unless otherwise stated, are shown in Old Style, using the Julian calendar; from that date, only Gregorian calendar apply.